# Konstantin Rausch
Konstantin „Kocka“ Rausch (russisch Константин Ви́кторович Рауш ‚Konstantin Wiktorowitsch Rausch‘; * 15. März 1990 in Koschewnikowo, Russische SFSR, Sowjetunion) ist ein ehemaliger deutsch-russischer Fußballprofi.

## Leben
Rausch kam am 15. März 1990 in Koschewnikowo in der damaligen Sowjetunion zur Welt. Er siedelte mit seinen russlanddeutschen Eltern im Alter von sechs Jahren als Spätaussiedler nach Deutschland um und wuchs im niedersächsischen Lachendorf auf. Da seine ersten Freunde Schwierigkeiten hatten, den Namen Konstantin auszusprechen, entstand sein Spitzname „Kocka“, den er bis heute trägt.

## Karriere

### Vereine

#### TuS Lachendorf und SV Nienhagen
Der Abwehrspieler begann mit sechs Jahren beim TuS Lachendorf mit dem Fußballspielen. Er spielte anschließend anderthalb Jahre beim SV Nienhagen. Er wechselte im Januar 2005 in die Jugendabteilung von Hannover 96.

#### Hannover 96

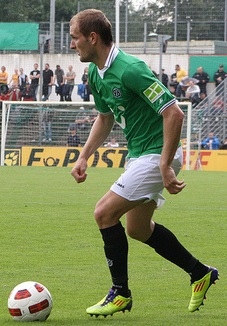
Rausch bei Hannover 96 (2011)

Rausch bestritt am 30. März 2008 beim 0:0 zwischen Hannover und dem VfB Stuttgart sein erstes Bundesligaspiel und war bis zum 14. Dezember 2013, als Valmir Sulejmani zum Einsatz kam, der jüngste jemals eingesetzte Bundesligaspieler von Hannover 96. Er spielte auf der linken Verteidigerposition, begünstigt durch Verletzungen der Stammspieler Michael Tarnat und Christian Schulz, und musste in der Halbzeit auf Grund von Adduktorenproblemen ausgewechselt werden. Zwei Tage nach seinem Bundesligaeinstand unterschrieb er einen Profivertrag bei Hannover 96, der für die Spielzeiten 2008/09 und 2009/10 galt. Ende 2009 wurde eine Vertragsverlängerung bis 2013 vereinbart.
Am ersten Spieltag der Saison 2010/11 erzielte er beim 2:1-Sieg über Eintracht Frankfurt sein erstes Bundesligator, am darauf folgenden Spieltag traf er beim 2:1-Sieg gegen Schalke 04 zum zweiten Mal in dieser Saison. Sein fünftes Saisontor erzielte er am 34. Spieltag. Als einziger Spieler im Kader von Hannover 96 stand Rausch in der Saison 2010/11 an allen 34 Spieltagen in der Startelf, wobei er vorwiegend auf der linken Mittelfeldseite eingesetzt wurde. Mit Hannover 96 qualifizierte er sich am Ende für die Play-offs zur UEFA Europa League.
In den Play-offs setzte man sich gegen den FC Sevilla durch (2:1 und 1:1), wodurch Hannover 96 erstmals seit der Europapokal-der-Pokalsieger-Saison 1992/93 wieder im Europapokal vertreten war. Am 15. Dezember 2011 erzielte Rausch seinen ersten Treffer in der Europa League; beim 3:1-Sieg im Gruppenspiel gegen Worskla Poltawa traf er zur 1:0-Führung.

#### VfB Stuttgart
Am 5. Mai 2013 unterzeichnete Konstantin Rausch beim VfB Stuttgart einen bis Ende Juni 2016 datierten Vertrag, der mit dem Ablauf seines Vertrages in Hannover zur Saison 2013/14 in Kraft trat. Ab Februar 2015 spielte Rausch beim VfB in der zweiten Mannschaft und somit in der 3. Liga.

#### Darmstadt 98
Am 6. Juli 2015 wechselte er zum Bundesliga-Aufsteiger SV Darmstadt 98, bei dem er von Beginn an als Stammspieler unter Trainer Dirk Schuster gesetzt war und lediglich in drei Punktspielen nicht zum Einsatz kam.

#### 1. FC Köln
Zur Saison 2016/17 wurde er ablösefrei vom 1. FC Köln verpflichtet. Sein Vertrag lief bis 2021.

#### Dynamo Moskau
Am 21. Januar 2018 wechselte er zu Dynamo Moskau, bei welchem Verein er einen bis zum 30. Juni 2020 datierten Vertrag erhielt. Sein Debüt in der Premjer-Liga gab er am 4. März 2018 (21. Spieltag) beim 1:1-Unentschieden im Auswärtsspiel gegen den FK Ufa. Sein erstes Tor erzielte er in seinem 41. Punktspiel am 13. März 2020 (22. Spieltag) beim 3:2-Sieg im Auswärtsspiel gegen Achmat Grosny mit dem Treffer zum 1:1 in der 26. Minute. Im Dezember 2020 gab Rausch bekannt, dass sein zum Jahresende auslaufender Vertrag im Einvernehmen nicht verlängert wurde. Insgesamt absolvierte er in den drei Jahren in Moskau 48 Spiele. Dabei gelangen ihm zwei Tore und acht Vorlagen.

#### 1. FC Nürnberg und Karriereende
Rausch wechselte am 14. August 2021 als vereinsloser Spieler zum 1. FC Nürnberg zurück nach Deutschland, in die zweite Fußball-Bundesliga. Sein im Sommer 2022 auslaufender Vertrag wurde nicht verlängert. Daraufhin beendete Rausch seine Profikarriere und wechselte in die 3. Kreisklasse zum SC Vorwerk Celle II, bei dem er an der Seite seines Bruders spielt. Nach der Saison 2022/2023 wechselte Rausch zu seinem Jugendverein TuS Lachendorf zurück und spielt dort für die mit dem MTV Beedenbostel gebildete Spielgemeinschaft Lachendorf/Beedenbostel in der 1. Kreisklasse weiter Amateurfußball.

### Nationalmannschaft

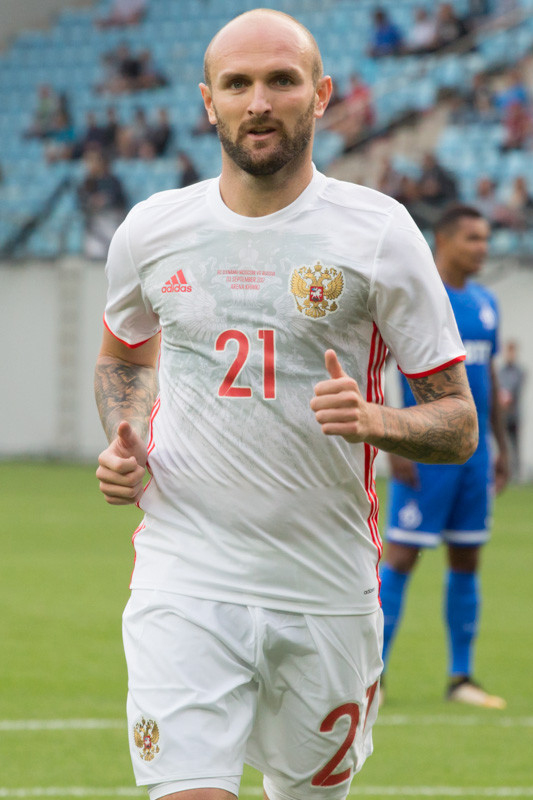
Rausch im Trikot der russischen Nationalmannschaft (2017)

Am 22. November 2005 gab Konstantin Rausch sein Debüt für die deutsche U-16-Nationalmannschaft gegen die Niederlande. Bei seinem Debüt für die U-17-Nationalmannschaft von Deutschland waren am 21. September 2006 ebenfalls die Niederlande der Gegner. Als Stammspieler erreichte Rausch mit der deutschen U-17 bei der U-17-Europameisterschaft 2007 den fünften Platz und qualifizierte sich dadurch für die U-17-Weltmeisterschaft. Bei der U-17-WM 2007 in Südkorea gewann Rausch mit dem DFB-Team die Bronzemedaille. Nach dem Turnier wurde er mit der Fritz-Walter-Medaille für Nachwuchsspieler in der Klasse U-17 ausgezeichnet.
Am 25. September 2007 debütierte Rausch gegen Ruanda für das deutsche U-18-Nationalteam. Für die U-19-Nationalmannschaft Deutschlands absolvierte Konstantin Rausch am 4. September 2008 gegen Tschechien sein erstes Spiel. Am 3. September 2010 gab Konstantin Rausch sein Debüt für die deutsche U-21-Nationalmannschaft gegen Tschechien. Sein erstes Tor für die deutsche U-21 erzielte Rausch am 16. November 2010 beim 2:0-Heimsieg gegen England.
Im August 2017 wurde Rausch von Stanislaw Tschertschessow in den Kader der russischen Nationalmannschaft für ein Trainingslager und ein inoffizielles Testspiel gegen den FK Dynamo Moskau nominiert. Am 3. September 2017 kam er beim 3:0-Sieg gegen den FK Dynamo Moskau erstmals zum Einsatz. Da es sich bei dem Spiel um kein Länderspiel handelte, ging es nicht in die Länderspielstatistik ein. Sein offizielles Länderspieldebüt gab Rausch am 7. Oktober 2017, als er beim 4:2-Testspielsieg gegen Südkorea in der 64. Spielminute für Juri Schirkow eingewechselt wurde. Für die WM 2018 im eigenen Land stand er im vorläufigen 28er Kader, fand sich aber am 3. Juni unter den fünf Spielern wieder, die aus dem endgültigen Kader herausgestrichen wurden.